# Ellen Stewart
Ellen Stewart (Alexandria, Louisiana, 7 de novembre de 1919 - Nova York, 13 de gener de 2011) fou una directora de teatre i productora estatunidenca, fundadora del club de teatre experimental La MaMa.

## Biografia
Després de molts anys treballant a Nova York com a dissenyadora de moda, a començaments dels anys 1960 va crear l'exitosa companyia de teatre Off-Off-Broadway. En les dècades següents va fer-se famosa arreu del món escrivint i dirigint un increïble nombre d'obres, exclusivament basades en música i dansa, amb tot d'artistes internacionals. Molts actors famosos, directors i dramaturgs varen començar llurs carreres a La MaMa Experimental Theatre Club, com Robert De Niro, Al Pacino, Harvey Keitel, Danny DeVito, Diane Lane, Billy Crystal, Patti Smith, Nick Nolte, Sam Shepard, Andrei Şerban i Lanford Wilson.